# Donald Fagen
Donald Jay Fagen (Passaic, Nueva Jersey, 10 de enero de 1948) es un músico, compositor y cantante estadounidense de jazz-rock y un miembro fundador de la banda Steely Dan. Desde 1982 alterna su carrera como solista con su participación en la banda Steely Dan (formada por él mismo junto con el guitarrista Walter Becker).

## Biografía
Nacido el 10 de enero de 1948 en Passaic (Nueva Jersey), en el seno de una familia judía, Donald Fagen creció en el área suburbial de Kendall Park. Comenzó a escuchar rock'n'roll siendo todavía un niño pero tras un viaje al festival de jazz de Newport comenzó a interesarse por la música jazz y estudiar piano. En su adolescencia solía ir en autobús a Manhattan a ver actuaciones de músicos como Charles Mingus, Sonny Rollins, Thelonious Monk o Miles Davis.
Tras graduarse en 1965, cursó Literatura Inglesa en el Bard College, donde conoció al músico Walter Becker. Durante su estancia en la universidad, fundó junto con Becker varias bandas de jazz, ninguna de las cuales tuvo apenas recorrido; sin embargo, se fraguó una relación profesional entre ambos músicos que perduraría de por vida. A principio de los años 70, el dúo comenzó a trabajar como compositores para la compañía discográfica ABC Records.
Fagen y Becker formaron Steely Dan en 1972 junto con los guitarristas Denny Dias y Jeff "Skunk" Baxter, el batería Jim Hodder y el cantante David Palmer, lanzando su álbum debut, Can't Buy a Thrill, en noviembre de ese mismo año, logrando un considerable éxito de ventas. Durante sus primeros años, la banda estuvo publicando discos y realizando giras, pero tras su tercer álbum la formación original se disolvió, permaneciendo únicamente el dúo Fagen/Becker, que continuaron con el proyecto, con el apoyo de músicos de sesión. La banda obtuvo su mayor éxito en 1977 con el álbum Aja, con el que consiguieron un Grammy al mejor arreglo para álbum, no clásica. En 2010, fue incluido en el National Recording Registry de la Library of Congress. La revista Rolling Stone lo incluyó en el puesto 145 de su lista de los 500 mejores álbumes de todos los tiempos.
A partir de 1981, Fagen y Becker deciden aparcar por un tiempo Steely Dan para iniciar sus respectivas carreras en solitario. Fagen lanza su álbum debut en octubre de 1982 bajo el título de The Nightfly. Con más de un millón de copias vendidas, recibió un disco de platino y llegó a alcanzar el puesto número 11 en el Billboard Top 200. El primer sencillo, "I.G.Y.", alcanzó el 26 en el Billboard Hot 100. The Nightfly fue nominado al Grammy en la categoría de mejor álbum del año. Durante la mayor parte de la década de los 80 estuvo escribiendo música para bandas sonoras. En 1993 publicó su segundo álbum, Kamakiriad, producido por su viejo amigo Walter Becker. 
A partir de la década de los 90 compagina su carrera en solitario con una nueva etapa de Steely Dan junto con Walter Becker (f. 2017). Ambos fueron incluidos en el Salón de la Fama del Rock and Roll en marzo de 2001.
En octubre de 2013 Fagen publicó su autobiografía bajo el título de Eminent Hipsters.

## Discografía

### ConSteely Dan
- (1972) Can't Buy a Thrill
- (1973) Countdown to Ecstasy
- (1974) Pretzel Logic
- (1975) Katy Lied
- (1976) The Royal Scam
- (1977) Aja
- (1978) Greatest Hits (compilación)
- (1978) Steely Dan (compilación, Japón)
- (1980) Gaucho
- (1982) Gold (compilación)
- (1985) Gold, Expanded Edition (compilación)
- (1985) A Decade of Steely Dan (compilación)
- (1985) The Very Best of Steely Dan: Reelin' In The Years (compilación, Europa)
- (1987) The Very Best of Steely Dan: Do It Again (compilación, Europa)
- (1993) Citizen Steely Dan (compilación)
- (1993) The Best of Steely Dan: Then and Now (compilación, Europe)
- (1995) Alive in America (en vivo)
- (2000) Two Against Nature
- (2000) Plush TV Jazz-Rock Party (live, DVD/VHS)
- (2000) Showbiz Kids: The Steely Dan Story, 1972-1980 (compilación)
- (2003) Everything Must Go
- (2005) Marian McPartland's Piano Jazz with guests Steely Dan
- (2006) Steely Dan: The Definitive Collection (compilación)

### En solitario
- The Nightfly (1982)
- Kamakiriad (1993)
- Morph the Cat (2006)
- Sunken Condos (2012)
- Tom & Don Tapes, Vol 1 (2013)
- Remastered from the archives (2019)
- Becker and Faen "The Early Years (2021)
- The Nightfly: Live (2021)
- The Western World (2023)
- Feelin'Groovy (2023)

## Premios
- 1984: Doctor honoris causa en artes por el Bard College
- 2001: Doctor honoris causa en música por el Berklee College of Music[7]
- 2001: Inclusión de Steely Dan en el Salón de la Fama del Rock and Roll[6]
- 2010: Inclusión en el Jazz Wall of Fame, American Society of Composers, Authors and Publishers[8]